# Velloziaceae
Famille
Classification APG III (2009)
La famille des Velloziacées regroupe des plantes monocotylédones ; elle comprend 270 espèces réparties en 7 genres : Acanthochlamys, Aylethonia, Barbacenia, Barbaceniopsis, Burlemarxia, Vellozia, Xerophyta.
Ce sont des plantes arborescentes, des arbustes ou des plantes herbacées pérennes, à division dichotomique, plus ou moins xérophytes, des régions tropicales d'Amérique du Sud, d'Afrique, de Madagascar et d'Arabie.

## Étymologie
Le nom vient du genre Vellozia qui fut donné en l'honneur du botaniste brésilien Joaquim Vellozo de Miranda (1733-1815), premier disciple du naturaliste italien Domenico Agostino Vandelli (1732-1816). Miranda récolta de nombreuses spécimens de plantes lors d'un voyage d'exploration scientifique au Brésil entre 1779 et 1799 dans la région de Minas Gerais.

## Classification
La classification phylogénétique place aujourd'hui cette famille dans l'ordre des Pandanales.

## Liste des genres
Selon World Checklist of Selected Plant Families (WCSP) (15 avr. 2010) :
- Acanthochlamys (en) P.C.Kao (1980)
- Barbacenia Vand. (1796)
- Barbaceniopsis L.B.Sm. (1962)
- Nanuza L.B.Sm. & Ayensu (1976)
- Talbotia (en) Balf. (1868)
- Vellozia Vand. (1788)
- Xerophyta (en) Juss. (1789)

Selon Angiosperm Phylogeny Website (17 mai 2010) et NCBI (15 avr. 2010) :
- Acanthochlamys
- Aylthonia
- Barbacenia
- Barbaceniopsis
- Burlemarxia
- Nanuza
- Pleurostima
- Talbotia
- Vellozia
- Xerophyta

Selon DELTA Angio (15 avr. 2010) :
- Acanthochlamys
- Aylethonia
- Barbacenia
- Barbaceniopsis
- Burlemarxia
- Vellozia
- Xerophyta

## Liste des espèces
Selon World Checklist of Selected Plant Families (WCSP) (15 avr. 2010) :
- genre Acanthochlamys  P.C.Kao (1980)
  - Acanthochlamys bracteata  P.C.Kao (1980)
- genre Barbacenia  Vand. (1796)
  - Barbacenia andersonii  L.B.Sm. & Ayensu (1976)
  - Barbacenia aurea  L.B.Sm. & Ayensu (1976)
  - Barbacenia bahiana  L.B.Sm. (1962)
  - Barbacenia beauverdii  Damazio (1907)
  - Barbacenia bishopii  L.B.Sm. (1985)
  - Barbacenia blackii  L.B.Sm. (1962)
  - Barbacenia blanchetii  Goethart & Henrard (1937)
  - Barbacenia brachycalyx  Goethart & Henrard (1937)
  - Barbacenia brasiliensis  Willd. (1799)
  - Barbacenia brevifolia  Taub. (1890)
  - Barbacenia burle-marxii  L.B.Sm. & Ayensu (1976)
  - Barbacenia caricina  Goethart & Henrard (1937)
  - Barbacenia celiae  Maguire (1969)
  - Barbacenia chlorantha  L.B.Sm. & Ayensu (1976)
  - Barbacenia coccinea  Mart. ex Schult. & Schult.f. (1829)
  - Barbacenia conicostigma  Goethart & Henrard (1937)
  - Barbacenia contasana  L.B.Sm. & Ayensu (1980)
  - Barbacenia coronata  Ravenna (1976)
  - Barbacenia culta  L.B.Sm. & Ayensu (1976)
  - Barbacenia curviflora  Goethart & Henrard (1937)
  - Barbacenia cuspidata  Goethart & Henrard (1937)
  - Barbacenia cyananthera  L.B.Sm. & Ayensu (1976)
  - Barbacenia cylindrica  L.B.Sm. & Ayensu (1976)
  - Barbacenia damaziana  Beauverd (1905)
  - Barbacenia delicatula  L.B.Sm. & Ayensu (1976)
  - Barbacenia ensifolia  Mart. ex Schult. & Schult.f. (1829)
  - Barbacenia exscapa  Mart. (1823)
  - Barbacenia fanniae  (N.L.Menezes) Mello-Silva (2008)
  - Barbacenia filamentifera  L.B.Sm. & Ayensu (1976)
  - Barbacenia flava  Mart. ex Schult. & Schult.f. (1829)
  - Barbacenia flavida  Goethart & Henrard (1937)
  - Barbacenia foliosa  Goethart & Henrard (1937)
  - Barbacenia fragrans  Goethart & Henrard (1937)
  - Barbacenia fulva  Goethart & Henrard (1937)
  - Barbacenia gardneri  Seub. (1847)
  - Barbacenia gaveensis  Goethart & Henrard (1937)
  - Barbacenia gentianoides  Goethart & Henrard (1937)
  - Barbacenia glabra  Goethart & Henrard (1937)
  - Barbacenia glauca  Mart. ex Schult. & Schult.f. (1829)
  - Barbacenia glaziovii  Goethart & Henrard (1937)
  - Barbacenia globata  Goethart & Henrard (1937)
  - Barbacenia glutinosa  Goethart & Henrard (1937)
  - Barbacenia goethartii  Henrard (1937)
  - Barbacenia gounelleana  Beauverd (1907)
  - Barbacenia graciliflora  L.B.Sm. (1962)
  - Barbacenia graminifolia  L.B.Sm. (1963)
  - Barbacenia grisea  L.B.Sm. (1962)
  - Barbacenia hatschbachii  L.B.Sm. & Ayensu (1976)
  - Barbacenia hilairei  Goethart & Henrard (1937)
  - Barbacenia hirtiflora  Goethart & Henrard (1937)
  - Barbacenia ignea  Mart. ex Schult. & Schult.f. (1829)
  - Barbacenia inclinata  Goethart & Henrard (1937)
  - Barbacenia involucrata  L.B.Sm. (1963)
  - Barbacenia ionantha  L.B.Sm. (1963)
  - Barbacenia irwiniana  L.B.Sm. (1962)
  - Barbacenia itabirensis  Goethart & Henrard (1937)
  - Barbacenia latifolia  L.B.Sm. & Ayensu (1976)
  - Barbacenia leucopoda  L.B.Sm. (1962)
  - Barbacenia lilacina  Goethart & Henrard (1937)
  - Barbacenia longiflora  Mart. (1823)
  - Barbacenia longiscapa  Goethart & Henrard (1937)
  - Barbacenia luzulifolia  Mart. ex Schult. & Schult.f. (1829)
  - Barbacenia lymansmithii  Mello-Silva & N.L.Menezes (1999)
  - Barbacenia macrantha  Lem. (1854)
  - Barbacenia mantiqueirae  Goethart & Henrard (1937)
  - Barbacenia markgrafii  Schulze-Menz (1940)
  - Barbacenia minima  L.B.Sm. & Ayensu (1979)
  - Barbacenia mollis  Goethart & Henrard (1937)
  - Barbacenia monticola  L.B.Sm. & Ayensu (1976)
  - Barbacenia nana  L.B.Sm. & Ayensu (1976)
  - Barbacenia nanuzae  L.B.Sm. & Ayensu (1976)
  - Barbacenia nigrimarginata  L.B.Sm. (1962)
  - Barbacenia nuda  L.B.Sm. & Ayensu (1976)
  - Barbacenia oxytepala  Goethart & Henrard (1937)
  - Barbacenia pabstiana  L.B.Sm. & Ayensu (1976)
  - Barbacenia pallida  L.B.Sm. & Ayensu (1976)
  - Barbacenia paranaensis  L.B.Sm. (1962)
  - Barbacenia plantaginea  L.B.Sm. (1963)
  - Barbacenia polyantha  Goethart & Henrard (1937)
  - Barbacenia pulverulenta  L.B.Sm. & Ayensu (1976)
  - Barbacenia pungens  (N.L.Menezes & Semir) Mello-Silva (2008)
  - Barbacenia purpurea  Hook. (1827)
  - Barbacenia rectifolia  L.B.Sm. & Ayensu (1976)
  - Barbacenia reflexa  L.B.Sm. & Ayensu (1976)
  - Barbacenia regis  L.B.Sm. (1985)
  - Barbacenia riedeliana  Goethart & Henrard (1937)
  - Barbacenia riparia  (N.L.Menezes & Mello-Silva) Mello-Silva (1994)
  - Barbacenia rodriguesii  (N.L.Menezes & Semir) Mello-Silva (2008)
  - Barbacenia × rogieri  Moore & Ayres (1850)
  - Barbacenia rubra  L.B.Sm. (1962)
  - Barbacenia rubrovirens  Mart. (1823)
  - Barbacenia salmonea  L.B.Sm. & Ayensu (1976)
  - Barbacenia saxicola  L.B.Sm. & Ayensu (1976)
  - Barbacenia schidigera  Lem. (1852)
  - Barbacenia schwackei  Goethart & Henrard (1937)
  - Barbacenia sellowii  Goethart & Henrard (1937)
  - Barbacenia sessiliflora  L.B.Sm. (1962)
  - Barbacenia seubertiana  Goethart & Henrard (1937)
  - Barbacenia spectabilis  L.B.Sm. & Ayensu (1976)
  - Barbacenia spiralis  L.B.Sm. & Ayensu (1976)
  - Barbacenia squamata  Herb. (1843)
  - Barbacenia stenophylla  Goethart & Henrard (1937)
  - Barbacenia tomentosa  Mart. (1823)
  - Barbacenia tricolor  Mart. (1823)
  - Barbacenia trigona  Goethart & Henrard (1937)
  - Barbacenia umbrosa  L.B.Sm. & Ayensu (1976)
  - Barbacenia vandellii  Pohl ex Seub. (1847)
  - Barbacenia viscosissima  Goethart & Henrard (1937)
  - Barbacenia williamsii  L.B.Sm. (1962)
- genre Barbaceniopsis  L.B.Sm. (1962)
  - Barbaceniopsis boliviensis  (Baker) L.B.Sm. (1962)
  - Barbaceniopsis castillonii  (Hauman) Ibisch (2001)
  - Barbaceniopsis humahuaquensis  Noher (1973)
  - Barbaceniopsis vargasiana  (L.B.Sm.) L.B.Sm. (1962)
- genre Nanuza  L.B.Sm. & Ayensu (1976)
  - Nanuza almeidae  R.J.V.Alves (2002)
  - Nanuza luetzelburgii  R.J.V.Alves (2002)
  - Nanuza plicata  (Mart.) L.B.Sm. & Ayensu (1976)
- genre Talbotia  Balf. (1868)
  - Talbotia elegans  Balf. (1868)
- genre Vellozia  Vand. (1788)
  - Vellozia abietina  Mart. (1824)
  - Vellozia alata  L.B.Sm. (1962)
  - Vellozia albiflora  Pohl (1828)
  - Vellozia aloifolia  Mart. (1824)
  - Vellozia alutacea  Pohl (1828)
  - Vellozia andina  Ibisch, R.Vásquez & Nowicki (2001)
  - Vellozia angustifolia  Goethart & Henrard (1937)
  - Vellozia annulata  Goethart & Henrard (1937)
  - Vellozia arenicola  L.B.Sm. (1963)
  - Vellozia armata  Mello-Silva (1996)
  - Vellozia asperula  Mart. (1824)
  - Vellozia auriculata  Mello-Silva & N.L.Menezes (1999)
  - Vellozia bahiana  L.B.Sm. & Ayensu (1976)
  - Vellozia barbaceniifolia  Seub. (1847)
  - Vellozia barbata  Goethart & Henrard (1937)
  - Vellozia bicarinata  L.B.Sm. & Ayensu (1976)
  - Vellozia blanchetiana  L.B.Sm. (1963)
  - Vellozia brachypoda  L.B.Sm. & Ayensu (1976)
  - Vellozia bradei  Schulze-Menz (1940)
  - Vellozia brevifolia  Seub. (1847)
  - Vellozia breviscapa  Mart. (1829)
  - Vellozia bulbosa  L.B.Sm. (1962)
  - Vellozia burle-marxii  L.B.Sm. & Ayensu (1976)
  - Vellozia caespitosa  L.B.Sm. & Ayensu (1976)
  - Vellozia campanuloides  Mello-Silva (1993)
  - Vellozia canelinha  Mello-Silva (1993)
  - Vellozia capiticola  L.B.Sm. (1986)
  - Vellozia caput-ardeae  L.B.Sm. & Ayensu (1976)
  - Vellozia caruncularis  Mart. ex Seub. (1847)
  - Vellozia castanea  L.B.Sm. & Ayensu (1976)
  - Vellozia caudata  Mello-Silva (1993)
  - Vellozia ciliata  L.B.Sm. (1962)
  - Vellozia cinerascens  (Mart.) Mart. ex Seub. (1847)
  - Vellozia compacta  Mart. (1829)
  - Vellozia coronata  L.B.Sm. (1962)
  - Vellozia costata  L.B.Sm. & Ayensu (1976)
  - Vellozia crinita  Goethart & Henrard (1937)
  - Vellozia crispata  L.B.Sm. (1963)
  - Vellozia cryptantha  Seub. (1847)
  - Vellozia dasypus  Seub. (1847)
  - Vellozia dawsonii  L.B.Sm. (1962)
  - Vellozia decidua  L.B.Sm. & Ayensu (1976)
  - Vellozia declinans  Goethart & Henrard (1937)
  - Vellozia dumitiana  R.E.Schult. (1952)
  - Vellozia echinata  Goethart & Henrard (1937)
  - Vellozia epidendroides  Mart. (1829)
  - Vellozia exilis  Goethart & Henrard (1937)
  - Vellozia fibrosa  Goethart & Henrard (1937)
  - Vellozia fimbriata  Goethart & Henrard (1937)
  - Vellozia froesii  L.B.Sm. (1962)
  - Vellozia fruticosa  L.B.Sm. (1962)
  - Vellozia furcata  L.B.Sm. & Ayensu (1980)
  - Vellozia geotegens  L.B.Sm. & Ayensu (1976)
  - Vellozia gigantea  N.L.Menezes & Mello-Silva (1999)
  - Vellozia glabra  J.C.Mikan (1820)
  - Vellozia glandulifera  Goethart & Henrard (1937)
  - Vellozia glauca  Pohl (1828)
  - Vellozia glochidea  Pohl (1828)
  - Vellozia goiasensis  L.B.Sm. (1986)
  - Vellozia graminea  Pohl (1828)
  - Vellozia granulata  Goethart & Henrard (1937)
  - Vellozia grao-mogulensis  L.B.Sm. (1962)
  - Vellozia grisea  Goethart & Henrard (1937)
  - Vellozia gurkenii  L.B.Sm. (1985)
  - Vellozia harleyi  L.B.Sm. & Ayensu (1980)
  - Vellozia hatschbachii  L.B.Sm. & Ayensu (1976)
  - Vellozia hemisphaerica  Seub. (1847)
  - Vellozia hirsuta  Goethart & Henrard (1937)
  - Vellozia hypoxoides  L.B.Sm. (1962)
  - Vellozia incurvata  Mart. (1829)
  - Vellozia intermedia  Seub. (1847)
  - Vellozia jolyi  L.B.Sm. (1985)
  - Vellozia kolbekii  R.J.V.Alves (1992)
  - Vellozia laevis  L.B.Sm. (1963)
  - Vellozia lanata  Pohl (1828)
  - Vellozia leucanthos  Goethart & Henrard (1937)
  - Vellozia lilacina  L.B.Sm. & Ayensu (1976)
  - Vellozia lithophila  R.E.Schult. (1952)
  - Vellozia luteola  Mello-Silva & N.L.Menezes (1988)
  - Vellozia macarenensis  Philipson (1952)
  - Vellozia macedonis  Woodson (1950)
  - Vellozia machrisiana  L.B.Sm. (1962)
  - Vellozia maculata  Goethart & Henrard (1937)
  - Vellozia maguirei  L.B.Sm. (1962)
  - Vellozia marcescens  L.B.Sm. (1962)
  - Vellozia markgrafii  Schulze-Menz (1940)
  - Vellozia maudeana  R.E.Schult. (1954)
  - Vellozia maxillarioides  L.B.Sm. (1962)
  - Vellozia metzgerae  L.B.Sm. (1963)
  - Vellozia minima  Pohl (1828)
  - Vellozia modesta  L.B.Sm. & Ayensu (1976)
  - Vellozia nanuzae  L.B.Sm. & Ayensu (1976)
  - Vellozia nivea  L.B.Sm. & Ayensu (1976)
  - Vellozia nuda  L.B.Sm. & Ayensu (1976)
  - Vellozia obtecta  Mello-Silva (2004)
  - Vellozia ornata  Mart. (1829)
  - Vellozia panamensis  Standl. (1925)
  - Vellozia patens  L.B.Sm. & Ayensu (1976)
  - Vellozia peripherica  Mello-Silva (2004)
  - Vellozia phantasmagoria  R.E.Schult. (1946)
  - Vellozia pilosa  Goethart & Henrard (1937)
  - Vellozia piresiana  L.B.Sm. (1962)
  - Vellozia prolifera  Mello-Silva (1991)
  - Vellozia pterocarpa  L.B.Sm. & Ayensu (1976)
  - Vellozia pulchra  L.B.Sm. (1962)
  - Vellozia pumila  Goethart & Henrard (1937)
  - Vellozia punctulata  Seub. (1847)
  - Vellozia pusilla  Pohl (1828)
  - Vellozia ramosissima  L.B.Sm. (1962)
  - Vellozia resinosa  Mart. (1829)
  - Vellozia riedeliana  Goethart & Henrard (1937)
  - Vellozia scabrosa  L.B.Sm. & Ayensu (1976)
  - Vellozia scoparia  Goethart & Henrard (1937)
  - Vellozia sellowii  Seub. (1847)
  - Vellozia sessilis  L.B.Sm. ex Mello-Silva (1997)
  - Vellozia seubertiana  Goethart & Henrard (1937)
  - Vellozia sincorana  L.B.Sm. & Ayensu (1976)
  - Vellozia spiralis  L.B.Sm. (1962)
  - Vellozia squalida  Mart. (1829)
  - Vellozia squamata  Pohl (1828)
  - Vellozia stellata  L.B.Sm. & Ayensu (1980)
  - Vellozia stenocarpa  Mello-Silva (1994)
  - Vellozia stipitata  L.B.Sm. & Ayensu (1976)
  - Vellozia streptophylla  L.B.Sm. (1962)
  - Vellozia subalata  L.B.Sm. & Ayensu (1976)
  - Vellozia sulphurea  Pohl (1828)
  - Vellozia swallenii  L.B.Sm. (1962)
  - Vellozia taxifolia  (Mart. ex Schult. & Schult.f.) Mart. ex Seub. (1847)
  - Vellozia teres  L.B.Sm. & Ayensu (1976)
  - Vellozia tertia  Spreng. (1821)
  - Vellozia tillandsioides  Mello-Silva (1996)
  - Vellozia tomeana  L.B.Sm. & Ayensu (1976)
  - Vellozia tomentosa  Pohl (1828)
  - Vellozia torquata  L.B.Sm. & Ayensu (1976)
  - Vellozia tragacantha  (Mart. ex Schult. & Schult.f.) Mart. ex Seub. (1847)
  - Vellozia tubiflora  (A.Rich.) Kunth (1825)
  - Vellozia uleana  L.B.Sm. (1962)
  - Vellozia variegata  Goethart & Henrard (1937)
  - Vellozia velutinosa  Goethart & Henrard (1937)
  - Vellozia verruculosa  Mart. (1829)
  - Vellozia viannae  L.B.Sm. (1962)
  - Vellozia virgata  Goethart & Henrard (1937)
  - Vellozia wasshausenii  L.B.Sm. & Ayensu (1976)
- genre Xerophyta  Juss. (1789)
  - Xerophyta acuminata  (Baker) N.L.Menezes (1971)
  - Xerophyta arabica  (Baker) N.L.Menezes (1971)
  - Xerophyta argentea  (Wild) L.B.Sm. & Ayensu (1974)
  - Xerophyta capillaris  Baker, Trans. Linn. Soc. London (1878)
  - Xerophyta concolor  L.B.Sm. (1974)
  - Xerophyta connata  McPherson & van der Werff (1997 publ. 1998)
  - Xerophyta dasylirioides  Baker (1875)
  - Xerophyta demeesmaekeriana  P.A.Duvign. & Dewit (1963)
  - Xerophyta eglandulosa  H.Perrier (1930)
  - Xerophyta equisetoides  Baker (1875)
  - Xerophyta eylesii  (Greves) N.L.Menezes (1971)
  - Xerophyta goetzei  (Harms) L.B.Sm. & Ayensu (1974)
  - Xerophyta humilis  (Baker) T.Durand & Schinz (1894)
  - Xerophyta kirkii  (Hemsl.) L.B.Sm. & Ayensu (1974)
  - Xerophyta longicaulis  Hilliard (1986)
  - Xerophyta nutans  L.B.Sm. & Ayensu (1974)
  - Xerophyta pinifolia  Lam. ex Poir. (1808)
  - Xerophyta retinervis  Baker (1875)
  - Xerophyta rippsteinii  L.B.Sm., J.-P.Lebrun & Stork, Bull. Mus. Natl. Hist. Nat., B (1986)
  - Xerophyta scabrida  (Pax) T.Durand & Schinz (1894)
  - Xerophyta schlechteri  (Baker) N.L.Menezes (1971)
  - Xerophyta schnizleinia  (Hochst.) Baker (1875)
  - Xerophyta seinei  Behnke, K.Kramer & E.Hummel (2002)
  - Xerophyta simulans  L.B.Sm. & Ayensu (1974)
  - Xerophyta spekei  Baker (1875)
  - Xerophyta splendens  (Rendle) N.L.Menezes (1971)
  - Xerophyta squarrosa  Baker, Trans. Linn. Soc. London (1878)
  - Xerophyta stenophylla  Baker, Trans. Linn. Soc. London (1878)
  - Xerophyta suaveolens  (Greves) N.L.Menezes (1971)
  - Xerophyta velutina  Baker, Trans. Linn. Soc. London (1878)
  - Xerophyta villosa  (Baker) L.B.Sm. & Ayensu (1974)
  - Xerophyta viscosa  Baker (1875)
  - Xerophyta zambiana  L.B.Sm. & Ayensu (1974)

Selon NCBI (15 avr. 2010) :
- genre Acanthochlamys
  - Acanthochlamys bracteata
- genre Aylthonia
  - Aylthonia blackii
  - Aylthonia tomentosa
- genre Barbacenia
  - Barbacenia brasiliensis
  - Barbacenia elegans
  - Barbacenia filamentifera
  - Barbacenia gardneri
  - Barbacenia markgrafii
  - Barbacenia pulverulenta
  - Barbacenia umbrosa
- genre Barbaceniopsis
  - Barbaceniopsis sp. Weigend et Weigend 2000-318
- genre Burlemarxia
  - Burlemarxia pungens
  - Burlemarxia spiralis
- genre Nanuza
  - Nanuza plicata
- genre Pleurostima
  - Pleurostima fanniae
  - Pleurostima spectabilis
- genre Talbotia
  - Talbotia elegans
- genre Vellozia
  - Vellozia candida
  - Vellozia cryptantha
  - Vellozia elegans
  - Vellozia hemisphaerica
  - Vellozia hirsuta
- genre Xerophyta
  - Xerophyta abietina
  - Xerophyta humilis
  - Xerophyta minima
  - Xerophyta retinervis
  - Xerophyta viscosa